# Keelin Winters
Keelin Winters (* 9. Dezember 1988 in Cleveland, Ohio) ist eine ehemalige US-amerikanische Fußballspielerin. Sie spielte zuletzt von 2013 bis 2016 für den Seattle Reign FC.

## Karriere

### Verein
Die Tochter des ehemaligen NBA-Basketballprofis Brian Winters wuchs in Kalifornien und Colorado auf und spielte für die Teams der Carondelet und Regis Jesuit High School. Zwischen 2001 und 2007 spielte Winters für die Nachwuchsteams Mustang Blast und Real Colorado. Im Jahre 2007 wechselte sie zu den Portland Pilots, dem Team der University of Portland. In der Collegeliga erzielte Winters in 83 Spielen sechs Tore und wurde im Jahre 2010 zur besten Spielerin der West Coast Conference gewählt. Neben den Portland Pilots war Winters zwischen 2007 und 2009 für Colorado Rush in der W-League aktiv.
2011 wurde Keelin Winters von den Boston Breakers aus der US-amerikanischen Profiliga Women’s Professional Soccer gedraftet. Sie wurde für den Preis Rookie of the Year nominiert. Zur Saison 2012 wechselte Winters zu den Seattle Sounders Women, ehe sie zum 1. Juli 2012 beim deutschen Bundesligisten 1. FFC Turbine Potsdam wechselte. Aus gesundheitlichen Gründen wurde der Vertrag jedoch zum Jahresende wieder aufgelöst.
Anfang 2013 wurde sie in der neugegründeten National Women’s Soccer League, der höchsten amerikanischen Profiliga im Frauenfußball, im Rahmen der sogenannten Player Allocation den Chicago Red Stars zugeteilt. Noch vor dem ersten Saisonspiel wechselte sie jedoch zum Ligakonkurrenten Seattle Reign FC und debütierte dort am 14. April bei einem 1:1-Unentschieden gegen Chicago. Ihren ersten Treffer in der NWSL erzielte Winters am 23. Juni 2013 gegen Western New York Flash. Ende 2014 und 2015 wechselte sie jeweils für mehrere Monate auf Leihbasis zum australischen Erstligisten Western Sydney Wanderers. Mit den Reign gewann Winters 2014 und 2015 den NWSL-Shield als beste Mannschaft der regulären Saison, unterlag aber im Meisterschaftsfinale jeweils dem FC Kansas City. Zum Saisonende 2016 beendete sie ihre Karriere.

### Nationalmannschaft
Winters führte bei der U-20-Weltmeisterschaft 2008 in Chile ihre Mannschaft als Kapitänin zum Titelgewinn und lief später auch für die U-23-Mannschaft der Vereinigten Staaten auf. Im Januar 2013 wurde sie von Tom Sermanni erstmals in den Kader der A-Nationalmannschaft berufen, kam aber zu keinem Länderspieleinsatz.

## Erfolge
- U-20-Weltmeisterin (1):  2008

## Privates
Seit 2015 ist Winters mit Paige Pattillo verheiratet.